# Fundación Alfred P. Sloan
La Fundación Alfred P. Sloan es una organización sin ánimo de lucro, filantrópica con sede en Estados Unidos. Fue creada en 1934 por Alfred P. Sloan, quien en ese momento era presidente y director ejecutivo de la General Motors.
Los programas e intereses de la fundación son principalmente áreas como la ciencia y tecnología, nivel de vida, desarrollo económico, educación, ciencia y tecnología.
En 2000 la Fundación Sloan inició un programa nacional para prevenir el bioterrorismo, que ha provisto de fondos a 40 estudios que suman 17 millones de dólares. Otros proyectos patrocinados recientemente total o parcialmente por esta fundación son la Enciclopedia de la vida, el Sloan Digital Sky Survey y el censo de vida marina. El Centro Sloan de investigación del trabajo y la familia del Boston College realiza tareas de investigación y educación sobre temas de la relación entre el trabajo y la familia.
Las becas Sloan son premios anuales otorgados a más de 100 investigadores jóvenes y universidades, para futuros estudios en ciencia, economía, neurociencia, ciencias de la computación y biología molecular. En marzo de 2008, la fundación anunció una donación de 3 millones de dólares a la Fundación Wikimedia, encargada de Wikipedia.